# Weston (метеорит)
Weston — метеорит-хондрит, весом около 150 килограмм, упавший 14 декабря 1807 около города Уэстон, штат Коннектикут (округ Фэрфилд), США.
Падение произошло около 6:30 утра по местному времени. Очевидцы сообщили о нескольких громких взрывах. Каменные обломки упали как минимум в шести местах.
Этот метеорит был первым на территории США, падение которого было зафиксировано и описано подробным образом. Был одним из первых (наряду с L’Aigle, 1803), с которых началось подробное научное изучение метеоритов.